# Włodzimierz Ihnatowicz
Włodzimierz Ihnatowicz (łot. Vladimirs Ihnatovičs; ur. 1909, zm. 1976 w Rydze) – polski działacz społeczny na Łotwie, w latach 1939–1940 prezes Zarządu Głównego Związku Polaków w Łotwie.

## Życiorys
Ukończył studia wyższe na terenie Polski, był również słuchaczem tzw. kursów polonijnych. W latach 30. zakładał Związek Polskiej Młodzieży Katolickiej w Łotwie – w styczniu 1936 został wybrany jego prezesem. Stał na czele Towarzystwa „Oświata”. Od kwietnia 1939 pełnił obowiązki sekretarza nowo organizowanego Związku Polaków w Łotwie. Po wycofaniu się Jarosława Wilpiszewskiego z walki o stanowisko prezesa Zarządu Głównego został w czerwcu 1939 wybrany przewodniczącym ZPŁ.
W sierpniu 1940 został aresztowany przez NKWD i wywieziony w północne rejony Rosji. Z wygnania powrócił w 1954 lub 1955. Zmarł w 1976 na Łotwie radzieckiej.
Jego brat Zygmunt Ihnatowicz (1907–1996) był działaczem polonijnym na Łotwie, nauczycielem w Polskim Gimnazjum Państwowym w Rzeżycy (1938–1941), po II wojnie światowej zaś wykładowcą uniwersyteckim (1945–1951) oraz nauczycielem języka rosyjskiego. W latach 1991–1996 zasiadał w redakcji pisma „Polak na Łotwie”.